# سم

جمجمه-پیکتوگرام GHS

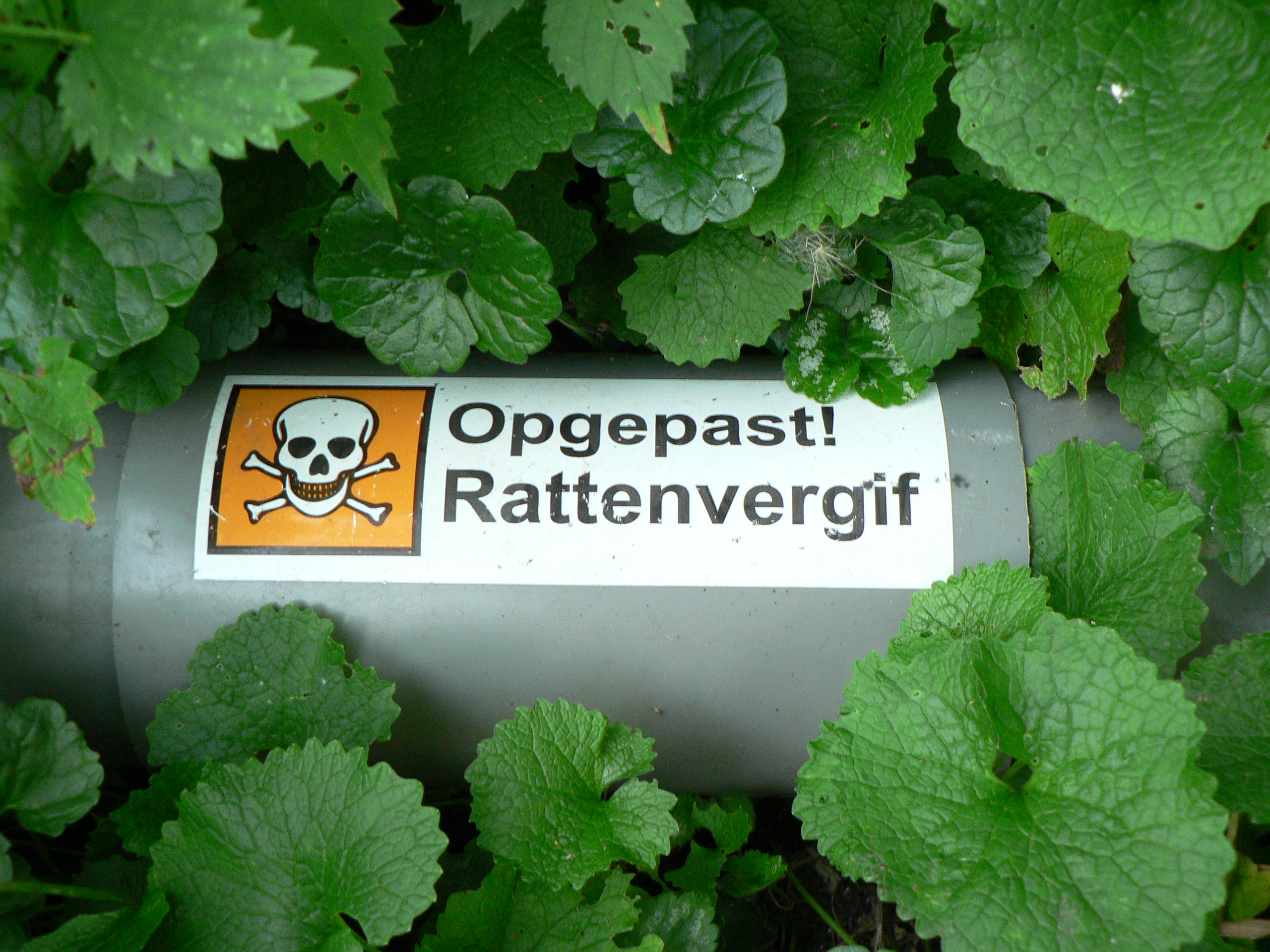

TOXICEDIT سَم ماده‌ای است که دارای منشأ گیاهی، حیوانی یا شیمیایی بوده و از یک راه خاص یا راه‌های مختلف در مقادیر معینی باعث اختلال یا توقف فعل و انفعالات حیاتی انسان یا هر موجود زنده به‌طور موقت یا دائم می‌گردد.

## عوارض
ممکن است عوارض مختلفی به تناسب هرنوع سم و مواد بنیادی و تشکیل دهندهٔ آن در شخص و جانداران پدیدار شود اما عموماً به این صورت است.
- استفراغ، اسهال و سرگیجه
- تب غیرمعمول
- ایجاد دمل، جوش و ضایعات جلدی غیرمعمول بر روی پوست و مخاط مختلف بدن
- و موارد دیگر.

## توصیه
درهنگام بروز یکی از علائم بالا در یک شخص بهترین توصیه این است که شخص را به نزدیک‌ترین و مجهزترین بیمارستان یا مرکز درمانی برسانید.